# Armand de Bourbon, prince de Conti

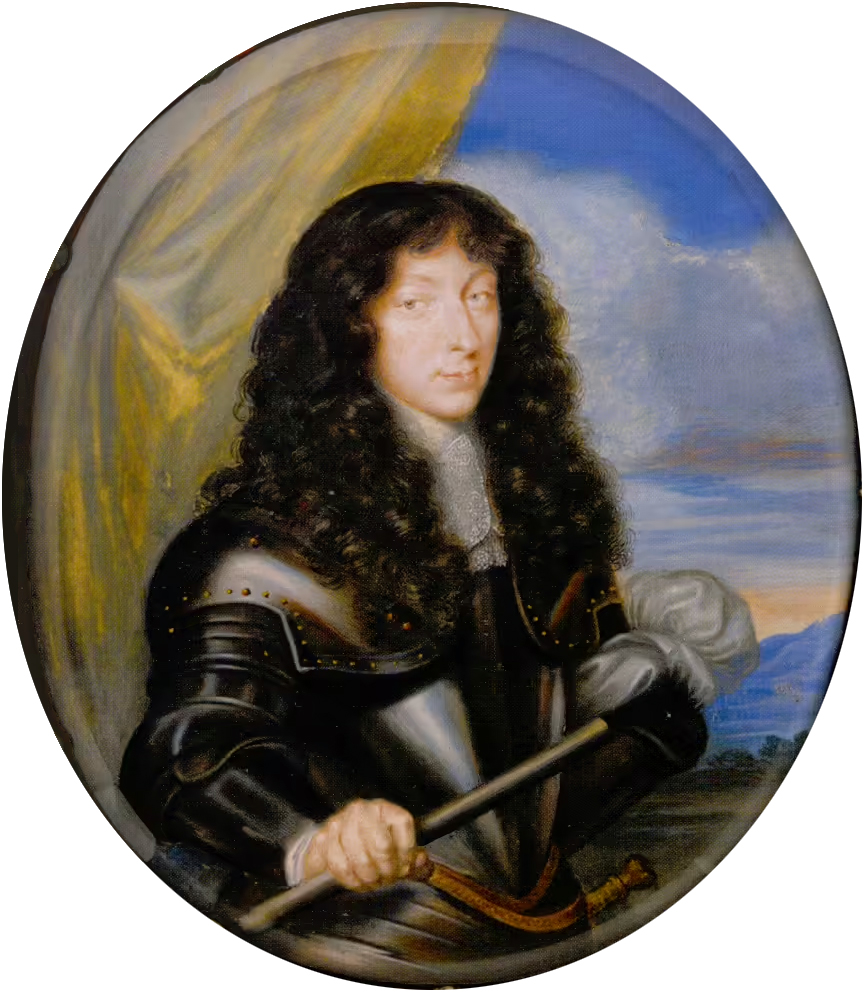
Armand de Bourbon, Porträt eines unbekannten Künstlers

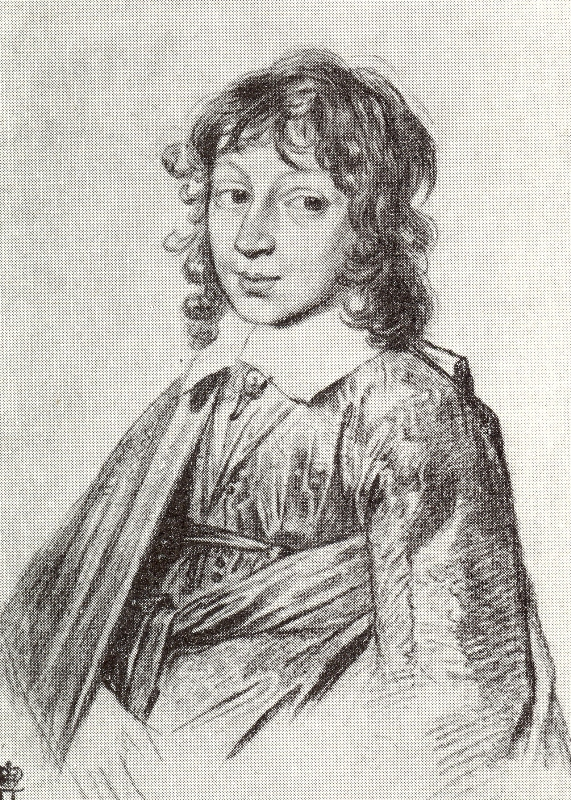
Armand de Bourbon, Prince de Conti

Armand de Bourbon, prince de Conti (* 11. Oktober 1629 in Paris; † 21. Februar 1666 auf seinem Landsitz La Grange-des-Prés bei Pézenas) war ein französischer Adliger, Prinz von Geblüt und Stifter der jüngeren Linie des Hauses Bourbon-Conti.

## Leben
Armand, jüngster Sohn Henri II. de Bourbons, des Fürsten von Condé und dessen Frau Charlotte-Marguerite de Montmorency, Bruder des „Großen Condé“, war wegen seines schwächlichen, missgestalteten Körpers ursprünglich zum geistlichen Stand bestimmt und schon Inhaber mehrerer Pfründen. 
Als sein Bruder Louis II. allerdings 1650 im Rahmen der Fronde die Fahne des Aufstandes gegen den Hof erhob, machte Conti gemeinsame Sache mit ihm. Conti wurde noch im gleichen Jahr mit seinem Bruder und dem Herzog von Longueville verhaftet und erst 1651 wieder freigelassen.
Conti wurde als Prinz von Geblüt schließlich begnadigt und kehrte an den Königshof zurück. 1655 heiratete er sogar die Nichte des regierenden Ministers Jules Mazarin, Anna Maria Martinozzi aus dem Haus Mazarin-Mancini. Die Heirat mit Martinozzi brachte Conti als Aussteuer das Gouvernement der Guyenne ein.
Im Krieg gegen Spanien 1654 mit einem Kommando betraut, eroberte er Villefranche und Puigcerdà. Im italienischen Feldzug von 1657 kämpfte er unglücklich. 1660 wurde ihm das Gouvernement von Languedoc übertragen. 
Conti war Teil des Hofstaats seines Cousins dritten Grades, Ludwig XIV., sowie Vertrauter von dessen Mutter, Königin Anne, und nahm aufgrund seiner hochadeligen Abstammung auch an Sitzungen des Staatsrats teil, bis der junge König ab 1661 die Amtsgeschäfte selbst in die Hand nahm und nahezu alle Mitglieder des Rats, einschließlich seiner Mutter, entließ.
Conti stellte Molière während dessen Aufenthalt im Languedoc unter seinen Schutz. Eine Legende ist wohl die von La Grange in die Welt gesetzte Behauptung, Conti habe mit Molière zusammen das Collège de Clermont besucht. Nachdem Conti sich ab Mitte der 1650er Jahre der streng katholischen Compagnie du Saint-Sacrement angeschlossen hatte, wandte er sich allerdings gegen Molière, dessen Werke er als nicht gottesfürchtig bezeichnete, und schrieb unter anderem einen gegen das Theater gerichteten Traité de la comédie et des spectacles (Paris 1666).
Er starb 1666 auf Schloss La Grange-des-Prés in Pézenas.

## Nachfahren
Kinder aus der Ehe mit Anna Maria Martinozzi waren:
- Louis (*/† 1658)
- Louis Armand I. (1661–1685), Fürst von Conti
- François Louis (1664–1709), der „Große Conti“, Prince de La-Roche-sur-Yon, ab 1685 Fürst von Conti